# Харрингтон (Делавэр)
Ха́ррингтон (англ. Harrington) — город в округе Кент, штат Делавэр, США. 13-й по количеству жителей город штата.

## География
Харрингтон находится в центральной части штата, площадь города составляет 5,2 км², открытых водных пространств практически нет. Через город проходит крупная железнодорожная ветка Довер—Сифорд с ответвлением на Милфорд.

## История
Первое поселение на месте будущего города было основано в 1780 году Бенджамином Кларком, который выкупил участок леса в этом месте площадью около 24,3 км² (6000 акров), и назвал его Кларкс-Корнер. Первым делом он построил дом и таверну. В 1856 году до Кларкс-Корнер добралась железная дорога, в 1857 году открылось первое почтовое отделение, в 1862 году город получил своё нынешнее имя в честь Сэмюэля Максвелла Харрингтона, канцлера Делавэра. В 1869 году город был инкорпорирован и были определены его точные границы. В 1883 году в городе открылась первая библиотека и вышла первая газета The Harrington Enterprise. К 1900 году в Харрингтоне работали четыре консервных завода и фабрика по производству одежды.
К середине 1930-х годов в городе функционировали двенадцать небольших мануфактур по пошиву рубашек, брюк, платьев и нижнего белья — их продукция выкупалась крупными одёжными брэндами по всей стране, однако к середине 1970-х годов эта отрасль промышленности города прекратила своё существование. В начале 1980-х годов в городе открылись деревообрабатывающий завод и фабрика по производству картона.

## Демография
Расовый состав (2000)
- белые — 75,2 %
- афроамериканцы — 21,6 %
- коренные американцы — 0,3 %
- азиаты — 0,4 %
- уроженцы тихоокеанских островов и Гавайев — 0,1 %
- прочие расы — 0,7 %
- смешанные расы — 1,7 %
- латиноамериканцы (любой расы) — 2,5 %

Происхождение предков
- ирландцы — 15,0 %
- англичане — 14,1 %
- немцы — 11,0 %
- итальянцы — 4,3 %
- голландцы — 2,8 %[4]

## Достопримечательности
- Ежегодно с 1919 года в конце июля проходит десятидневная ярмарка штата англ. Delaware State Fair (до 1962 года — Ярмарка округов Кент и Сассекс)[5].
- В южной части города находится разино[англ.] англ. Harrington Raceway & Casino, работающее с 1946 года (1327 игровых автоматов, посещаемость ок. 150 тыс. человек в месяц, оборот ок. 10 млн долларов в месяц, заведение предоставляет 450 рабочих мест)[6].
- Три музея: краеведческий, железнодорожный и сельскохозяйственный[1].